# Francesco Giacomo Tricomi
Francesco Giacomo Trìcomi (Napoli, 5 maggio 1897 – Torino, 21 novembre 1978) è stato un matematico italiano, noto per i suoi studi sulle equazioni differenziali alle derivate parziali del secondo ordine di tipo misto, sulle funzioni speciali e sulle serie ortogonali.

## Biografia
Si iscrisse all'Università di Napoli dove ottenne la laurea nel 1918, durante una licenza dal fronte bellico, sotto la guida di Ernesto Pascal.
Successivamente fu assistente di Francesco Severi, prima a Padova, poi a Roma.
Fin dal 1925 ebbe l'idea di studiare l'equazione (oggi detta equazione di Tricomi)
{\displaystyle y\cdot u_{xx}+u_{yy}=0}
si tratta di un'equazione differenziale alle derivate parziali del secondo ordine di tipo misto, ossia di tipo iperbolico in una regione dello spazio, di tipo ellittico nella regione complementare e di  tipo parabolico sulla frontiera. Essa divenne il prototipo dei modelli matematici per la descrizione dei flussi transonici.
Nel 1925 ottenne una cattedra a Firenze, ma si trasferì subito dopo a Torino, chiamatovi da Giuseppe Peano. Qui tenne la cattedra di Analisi infinitesimale fino al suo collocamento a riposo nel 1967.
Dal 1943 al 1945 e dal 1948 al 1951 fu presso il California Institute of Technology di Pasadena per collaborare alla stesura del manuale di funzioni speciali previsto dal Bateman manuscript project con Arthur Erdélyi, Ludwig Immanuel Magnus e Fritz Oberhettinger.
Scrisse numerosi trattati e manuali di grande chiarezza, alcuni dei quali sono stati tradotti in inglese, francese, tedesco e russo.
Fu autore di una serie di biografie su matematici italiani del primo secolo dell'unità d'Italia, assumendo anche toni critici e dissacratori.
Socio dell'Accademia nazionale dei Lincei e dell'Accademia delle Scienze di Torino, di cui fu anche presidente, ottenne la medaglia d'oro per la matematica dell'Accademia Nazionale dei XL.
In relazione al congresso della Unione Matematica Internazionale tenuto a Bologna nel 1928, Tricomi aiutò Salvatore Pincherle nella sua opera di rappacificazione tra matematici francesi e tedeschi, i cui rapporti si erano pesantemente deteriorati a causa degli eventi della prima guerra mondiale.
Fece parte fino alla morte del comitato editoriale di Aequationes Mathematicae, a partire dalla fondazione della rivista. Gli altri membri lo hanno descritto come un «...carattere forte, fiero oppositore di ogni dittatura, di ogni tipo di rilassatezza morale, dell'astrazione per amor dell'astrazione e della "sindrome" del publish or perish».
Il padre Arturo, ingegnere, fu professore universitario di disegno, insegnando a Cagliari prima ed a Napoli poi. Lo zio paterno Ernesto fu pure un docente universitario, ordinario di chirurgia.

## Opere
- Vorlesungen über Orthogonalreihen, Springer Verlag, Berlino, 1955 (traduzione di: Serie ortogonali di funzioni,  Istituto Editoriale Gheroni, 1948)
- Integral Equations, Dover, New York, 1985, ISBN 0486648281
- Equazioni differenziali, Boringhieri, 1961.
- Istituzioni di analisi superiore (Metodi matematici della fisica), CEDAM, Padova, 1963 (con successive edizioni).
- Carlo Ferrari[5]  e Francesco Giacomo Tricomi, Aerodinamica transonica, Cremonese, Roma, 1962 ISBN 8870833658
- Funzioni Analitiche, Nicola Zanichelli Editore, Bologna, 1961
- Funzioni ipergeometriche confluenti, Cremonese, Roma, 1954
- Funzioni ellittiche, Nicola Zanichelli Editore, Bologna, 1937
- Lezioni di analisi matematica, CEDAM, 1965, ISBN 8813319509
- Esercizi e complementi di analisi matematica, CEDAM, 1951
- Equazioni a derivate parziali, Edizioni Cremonese, Roma, 1957
- A. Erdélyi, W. Magnus F. Oberhettinger, F.G. Tricomi Higher transcendental functions. (3 vols.), McGraw-Hill, New York, 1953 (fa parte del Bateman manuscript project)
- A. Erdélyi, W. Magnus F. Oberhettinger, F.G. Tricomi Tables of integral transforms, McGraw-Hill, New York, 1954 (fa parte del Bateman manuscript project)

## Riconoscimenti
Nel 1961, per i suoi meriti di scienziato, l'Accademia Nazionale dei Lincei gli ha conferito il Premio Feltrinelli